# John Lawson (Physiker)
John D. Lawson (* 4. April 1923 in Coventry; † 15. Januar 2008) war ein britischer Physiker und Ingenieur.
Lawson interessierte sich als Schüler vor allem für klassische Sprachen und studierte zunächst an der University of Cambridge als Ingenieur; ein Physikstudium war ihm wegen mangelnder Chemiekenntnisse verwehrt. Nach dem Bachelor-Abschluss 1943 arbeitete er an Radar-Antennen am Telecommunications Research Establishment in Malvern. Ab 1947 arbeitete er an Teilchenbeschleunigern am Atomic Energy Research Establishment in Harwell, wofür seine Erfahrungen im Antennenbau nützlich waren. Unter anderem arbeitete er an den ersten Versuchs-Synchrotronen in Großbritannien und an Zyklotronen. Daneben befasste er sich auch mit der Entwicklung von Klystronen und mit Kernfusionsforschung, die damals noch geheim war. In diesem Zusammenhang entstand 1955 seine berühmteste Arbeit, das Lawson-Kriterium. 1959 bis 1960 war er an den W. W. Hansen Laboratories in Stanford. Ab 1961 war er im National Institute of Research in Nuclear Science in Harwell, das bald darauf zum Rutherford Appleton Laboratory wurde. Hier befasste er sich weiter mit Teilchenbeschleunigern (beispielsweise war er am Aufbau des 7-GeV-Protonsynchrotrons Nimrod in Harwell beteiligt, das von 1964 bis 1978 in Betrieb war) und baute das Programm der Entwicklung supraleitender Magnete für Beschleuniger auf, wo in den 1960er Jahren Martin N. Wilson ein Durchbruch gelang. 1975/76 widmete er sich in einem Sabbatjahr am Culham-Labor wieder der Fusionsforschung. Danach befasste er sich wieder mit Forschung zu zukünftigen Teilchenbeschleunigern (Freie Elektronenlaser, Beschleunigung mit Plasmen). 1987 ging er in den Ruhestand.
Er war seit 1983 Fellow der Royal Society. 1970 wurde er Fellow des Institute of Physics. 1959 erhielt er einen Doctor of Science der Universität Cambridge.